# Gilda de Abreu
Gilda de Abreu (nascida Rubens Aparecido Rinque, Ibiporã, 7 de setembro de 1950 - Curitiba, 15 de março de 1983) foi “a primeira travesti curitibana”, cujo bordão era "E hoje, o que vai ser? Uma moeda ou um beijo?".

## Biografia
Rubens Aparecido Rinque nasceu no interior do Paraná, na cidade de Ibiporã, em 7 de setembro de 1950, e escolheu para si o nome Gilda de Abreu. Ela chegou a Curitiba em 1973 (outras fontes dizem que foi pouco antes da Geada Negra, em 1975), quando tinha cerca de 22 anos de idade, provavelmente por causa das propagandas sobre a “cidade-modelo”; ou veio com uma trupe de artistas do circo, depois de uma desilusão amorosa. Gilda viveu cerca de 10 anos na cidade.
Tornou-se uma figura folclórica do Centro de Curitiba, transitava principalmente pela Boca Maldita, pela Rua XV de Novembro (também conhecida como Rua das Flores) e pela Praça Osório, nas décadas de 1970 - 1980. Ela poderia ser definida de múltiplas maneiras: de boneca a maltrapilha de batom, barba volumosa, batom avermelhado, vestidos, trejeitos, desmunhecagens. Havia os que a amavam e os que a odiavam.
| “                 | Certa vez lhe deram um vestido de noiva. Um vestido bonito, que no terceiro dia de uso já estava um chapéu velho. Mas foi muito gostoso vê-la alegre naqueles dias convidando os mocinhos para casar. | ” |
| — Maerlio Barbosa | |   |

Desde a mudança de local do Albergue Noturno, Gilda morou nas ruas ou em um cortiço da Desembargador Motta e pedia esmolas para comprar cachaça de uma forma bastante singular:
| “                | E hoje, o que vai ser? Uma moeda ou um beijo? | ” |
| — Gilda de Abreu |                                               |   |

Aqueles que não lhe davam uma moeda recebiam uma bitoca de sua boca banguela, mesmo que não a quisessem. Algumas pessoas lhe davam "cinquenta mangos" para que beijasse uma pessoa específica. Muitas vezes isso acabava em uma briga e ela tinha cicatrizes de facadas.
| “                   | Grande Gilda, pra nós, curitibanos que estudamos no centro, era a diversão, uns curtiam, outros tinham medo e outros nojo. Ela faz parte de nossas histórias. | ” |
| — Maurício Penteado | |   |

Gilda adorava carnaval e aproveitava o bloco do mítico bar Bife Sujo, que ia até o Calçadão da Rua XV, uma quadra abaixo. Ela voltava correndo para o bar, onde intelectuais e jornalistas em geral lhe dava uns cigarros e umas pingas, e onde ficava a salvo dos Cavalheiros da Boca. Mas, durante o carnaval de 1981, Anfrísio Siqueira, então presidente da Boca Maldita, chutou Gilda de Abreu na boca para que ela não subisse em um carro alegórico da Banda Polaca. Anfrísio fez também com que a Delegacia de Costumes, órgão da época, prendesse Gilda. A população protestou e pediu sua liberação nos dias depois do carnaval. Nesse momento, Gilda fazia greve de fome na prisão. As autoridades a internaram à força no hospital psiquiátrico Colônia Psiquiátrica Adauto Botelho, alegando à necessidade de cuidados médico-psiquiátricos. Vários advogados entraram com pedido de habeas-corpus, que eram automaticamente anulados por sua transferência para o manicômio. O desafeto entre Anfrísio e Gilda já era conhecido, pois o presidente já havia agredido e expulso Gilda da praça algumas vezes.
Gilda foi amplamente fotografada na década em que esmolou na soleira do Bar Maringá por Lina Faria, Fernanda de Castro e Karin Van Der Broocke, Julio Covello, Luis Stinghen e Alberto Melo Viana.
Em 1983, Gilda de Abreu foi encontrada morta em um casarão abandonado na rua Desembargador Motta, aos 32 anos. A polícia descartou a hipótese de morte por violência. Faleceu possivelmente de meningite purulenta e, anteriormente, havia sido diagnosticada com cirrose hepática e broncopneumonia. Mas existem versões da história que dizem que Gilda teria falecido de frio ou assassinada por um amante ou que teria se suicidado.
Seu corpo permaneceu dois dias na gaveta 66 do IInstituto Médico Legal (IML), até que familiares enviassem os documentos para que fosse sepultada. Alguns jogaram alguns vinténs sobre seu caixão. Gilda foi enterrada em um caixão doado por Carlos Syzocki, da Funerária São Pedro, no Cemitério Santa Cândida, na quadra 6, lote 22, setor J, num jazigo doado pela travesti Márcia Regina, ao lado de Martinha (possivelmente, a primeira travesti do estado, que foi assassinada por um estudante de Medicina). Seu último prato de comida lhe foi deixado sobre seu túmulo por Primavera Bolkan, sua amiga, que competia em desfiles de fantasia.
| “                     | Ela merecia, sim, uma estátua. Até porque, depois que ela morreu, queira ou não, ela se transformou num ícone. | ” |
| — Dante José Mendonça | |   |

## Homenagens
Na Boca Maldita, houve três dias de luto; flores e bilhetes foram colocados em um obelisco de pedra. Já na época de seu falecimento, se falava em lhe dedicar uma praça, e uma placa de bronze foi afixada na Boca Maldita: “Gilda, você deixou saudades. Povo de Curitiba”. Mas o presidente da Boca Maldita a retirou.
- ? - Sobre ela foram escritos artigos acadêmicos e três montagens de teatro, dentre elas uma peça jornalística “A morte de Gilda, a alegria das ruas”, de Paulo Marins[2]
- ? - placa de bronze em sua homenagem na Rua XV[2]
- ? - sambas de Paulo Vítola e Cláudio Ribeiro dedicados a ela[2]
- 1975 - Ilustração por Jair Mendes, no livro Cada um cai do bonde como pode de Rafael Valdomiro Greca de Macedo[3]
- 1984 - Samba-enredo “Gilda sem nome”, do bloco carnavalesco “Embaixadores da Alegria”[4]
- Década de 1990 - encarte Gilda produzido pela Fundação Cultural de Curitiba[3]
- 2008 - Curta-metragem “Beijo na boca maldita”, de Yanko Del Pino[4]
- 2010 - Apresentação artística “Cabaré Concerto Gilda”[4]
- 2015 - Apresentação artística “Gilda convida Maria Bueno”[4]
- 2017 - A Sociedade Global e o vereador Goura lançaram a ideia de criar a “Praça de Bolso da Gilda”, de 120m², em um terreno público abandonado, na esquina das ruas Visconde de Nácar e Cruz Machado, conhecida pela prostituição de transexuais.[1][2]
- 2022 - Performance de Guilherme Jaccon, na Praça Zacarias; premiada no 67º Salão Paranaense de Arte Contemporânea, do Museu de Arte Contemporânea (MAC) do Paraná[8]
- 2022 - coletivo estudantil Trans Gilda, da Universidade Federal do Paraná (UFPR)[9]
- 2024 - Romance policial em quadrinhos “Uma moeda ou um beijo”, escrito por Leonardo Melo e ilustrado por André Caliman (Ed. Quadrinhópole)[6]